# Sa'd I al-'Abd Allah al-Salim Al Sabah
Saʿd I Al ʿAbd Allāh Al Sālim Al Ṣabāḥ (Al Kuwait, 1929 – Al Kuwait, 13 maggio 2008) è stato un emiro kuwaitiano, in carica per nove giorni.

## Biografia

### I primi anni
Saʿd apparteneva al ramo degli Al Sālim della famiglia Al Ṣabāḥ ed era il figlio maggiore di ʿAbd Allāh Al Sālim Al Ṣabāḥ, che resse il Kuwait dal 1950 al 1965.
Prima della sua ascesa al trono, Saʿd prestò servizio come presidente dei dipartimenti di polizia e servizio pubblico dal 1961 al 1962, per poi diventare ministro dell'interno dal 1962 al 1978 e ministro della difesa dal 1964 al 1978. Il 31 gennaio 1978 ottenne il titolo di principe ereditario. Dal febbraio 1978 al luglio del 2003 fu anche primo ministro del Kuwait, sino a quando il ruolo non venne affidato a Ṣabāḥ Al Aḥmad al-Jāber Al Ṣabāḥ. Egli mantenne anche l'incarico di governatore militare del Kuwait durante il periodo della guerra del Golfo (1991).

### La prima guerra del Golfo
Saʿd giocò un ruolo fondamentale nel contribuire alla liberazione del Kuwait dal regime di Saddam Hussein che lo minacciava. Egli rifiutò qualsiasi compromesso con i ministri iracheni e col presidente dell'OLP, Yasser Arafat.
Ebbe inoltre un ruolo di rilievo anche nel trasportare lo sceicco Jāber in salvo fuori dal Kuwait verso l'Arabia Saudita quando l'esercito iracheno invase il paese. Mentre si trovava in esilio durante la prima guerra del Golfo (1991), egli tenne molti discorsi pubblici diventati famosi, come quello in cui definì il Quisling kuwaitiano ʿAlāʾ Ḥusayn ʿAlī (primo ministro fantoccio di Saddam Hussein), chiamato beffardamente Aladino, tanto da far ironizzare la stampa che si chiedeva dove mai quel novello protagonista del racconto Aladino e la lampada meravigliosa fosse mai finito per magia.

### Emiro del Kuwait
Saʿd aveva sofferto da sempre di problemi al colon, fatto che portava molti a credere che egli avrebbe rifiutato l'ascesa al trono. Una sua ferma dichiarazione del novembre del 2005 smentì queste voci e Saʿd salì sul trono del Kuwait il giorno della morte stessa del suo predecessore, Jāber. Saʿd fu però costretto a partecipare ai funerali di Jāber in carrozzina da invalidi e questo generò subito numerosi interrogativi circa la sua idoneità a governare. Molti membri del parlamento nazionale gli chiesero dunque formalmente l'abdicazione, che egli accettò il 23 gennaio 2006, dopo solo dieci giorni di regno effettivi. Anche se egli non aveva ancora prescelto il suo successore, era evidente che tale posizione sarebbe stata assunta dal cugino di secondo grado di Saʿd, Sabah Al Ahmad al-Jaber Al Sabah.
Lo Sceicco Saʿd morì il 13 maggio 2008 a causa di un collasso cardiaco avvenuto nel suo palazzo di Madinat al-Kuwait.